# Лавив
Лавив е германска поп група, състояща се от четири певици, избрани през 2010 година от деветия сезон на телевизионното шоу Попстарс.

## Дискография

### Студийни албуми
- „No Sleep“ (2010)

### Сингли
- "I Swear“ (2010)
- "No Time for Sleeping“ (2010)

## Видеоклипове
| Видеоклип            | Премиера | Албум    |
| -------------------- | -------- | -------- |
| No time for sleeping | 2010     | No sleep |